# Тензиона главобоља
Тензиона главобоља (ТГ) је најчешћи тип главобоље у виду бола или нелагодности у глави, скалпу или врату и често је повезан са затезањем мишића у овим областима. Тензионе главобоље које нису повезане са болестима мозга. Иако су  најчешћа врста главобоље,  њени узроци нису добро схваћени.
Ако је главобоља блага до умерена, без других симптома и ако добро реагује на кућно лечење у року од неколико сати, можда пацијент неће морати да тражи медицинску помоћ или да има додатне прегледе или тестирање.

## Епидемиологија
Учесталост
ТГ је најчешћи тип примарног главобоље и једно од најчешћих стања у свету, који погађа око једне петине светске популације. Иако је тачну инциденцу тешко утврдити, данска студија је открила инциденцу од 14,2 на 1.000 особа-годишње са честим епизодама ТГ.
Данска епидемиолошка студија открила је да око 78% одрасле популације има најмање једну епизоду ТГ у свом животу. 
Пол
ТГ је чешћа код жена у поређењу са мушкарцима (женско-мушки однос је 3 :1).  Такође ТГ је нешто чешћа код жена јер има склоност да се преноси у породици.
Старост
Иако се сматра да је ТГ најчешћи тип главобоље код деце.  просечна старост пацијената са ТГ је између 25 и 30 година.

## Етиологија
Тензиона главобоља се јавља када мишићи врата и главе постану напети или стегнути. Грчење мишића може бити одговор на стрес, депресију, повреду главе или анксиозност. Такоже свака активност која узрокује да се глава дуго држи у једном положају без померања може изазвати главобољу. Активности које могу изазвати ТГ укључивати куцање или други рад на рачунару, фини рад рукама и коришћење микроскопа. Спавање у хладној соби или спавање са вратом у ненормалном положају такође може изазвати главобољу због напетости мишића.
Други окидачи ТГ укључују:
- Физички или емоционални стрес
- Употреба алкохола
- Употреба кофеин (превише или повлачење)
- Прехлада, грип или инфекција синусаж
- Проблеми са зубима као што су стискање вилице или шкргутање зубима
- Напрезање очију
- Прекомерно пушење дувана
- Умор или пренапрезање

Тензионе главобоље се могу јавити и код особа које пате од мигрене, а може бити изазван, или се погоршати стресом, умором, буком или одсјајем.

### Врсте
Главобоље тензионог типа су подељене у две главне категорије - епизодичне и хроничне.

### Епизодичне главобоље тензионог типа
Ретке епизодичне
Ову потформу епизодичних главобоља карактерише најмање десет епизода главобоља које се јављају у просеку < 1 дан/месечно (< 12 дана/годишње). Оне су присутне  у скоро читавој популацији и обично имају мало утицаја на појединца. У већини случајева не захтевају медицинску помоћ.
Ова потформа главобоља издваја појединце који обично не заахтевају медицинску помоћ и тиме избегавају стигматизацију од стране целокупне популације која има значајан проблем са главобољом, а ипак омогућава да и ова главобоља буде класификована.
Честе епизодичне
Ову потворму епизодичних главобоља карактерише најмање десет епизода главобоља које се јављају у просеку од 1 до 14 дана месечно током више од 3 месеца (≥ 12 и < 180 дана годишње).
Често може бити повезана са значајним инвалидитетом, а понекад захтева и терапију скупим лековима. 

### Хроничне главобоље тензионог типа
Ова врста тензионе главобоље траје сатима и може бити константна. Јављају се ≥15 дана/месечно у просеку >3 месеца (≥180 дана/годишње). Хроничне тензионе главобоље које трају недељама и месецима могу утицати на квалитет живота. На пример, хронична тензиона главобоља може особи отежати да се усредсреди на посао или породичне обавезе јер ће се увек суочавате са притиском тензионе главобоље.
| Врста                                         | Подврста |
| --------------------------------------------- | --- |
| 2.1 Ретка епизодична главобоља тензионог типа | 2.1.1 Ретка епизодична главобоља тензионог типа удружена са перикранијалном осетљивошћу 2.1.2 Ретка епизодична главобоља тензионог типа без перикранијалне осетљивости |
| 2.2 Честа епизодична главобоља тензионог типа | 2.2.1 Честа епизодична главобоља тензионог типа удружена са перикранијалном осетљивошћу 2.2.2 Честа епизодична главобоља тензионог типа без перикранијалне осетљивости |
| 2.3 Хронична главобоља тензионог типа         | 2.3.1 Хронична главобоља тензионог типа удружена са перикранијалном осетљивошћу 2.3.2 Хронична главобоља тензионог типа без перикранијалне осетљивости                 |
| 2.4 Вероватна главобоља тензионог типа        | 2.4.1 Вероватна ретка епизодична главобоља тензионог типа 2.4.2 Вероватна честа епизодична главобоља тензионог типа 2.4.3 Вероватна хронична главобоља тензионог типа  |

## Клиничка слика
Симптоми главобоља се могу описат и као:
- Тупи бол, налик на притисак (не пулсира)
- Чврста трака или стегнута око главе
- Појава бола на више места не само  (не само у једној тачки или на једној страни)
- Појава бола у скалпу, слепоочницама или задњем делу врата, а можда и у раменима
- Бол се може јавити једном, стално или дневно.
- Бол може трајати од 30 минута до 7 дана. Може бити изазван стресом, умором, буком или одсјајем или се погоршати.
- Потешкоћа са спавањем.

Тензијске главобоље обично не изазивају мучнину или повраћање, и често покушавају да ублаже бол масирајући власиште, слепоочнице или доњи део врата.

## Дијагноза
Код тензијске главобоље обично нема проблема са нервним системом. Али осетљиве тачке (окидачке тачке) у мишићима се често налазе у пределу врата и рамена.
Главобоље тензионог типа тешко је разликовати од мигрене, јер и једна и друга главобоља имају честе епизодичне главобоље типа напетости.
Повећана осетљивост перикранијалних мишића током палпације је најзначајнији патолошки налаз код пацијената са тензионом главобољом. Карактеристична је и осетљивост присутна у интервалима између главобоља, која се повећава током главобоље и појачава са поирастом учесталости главобоља. 
Дијагностички критеријуми за ТГ
Дијагностичке критеријуме које би требало користити код ТГ предложила је у свом у трећем издању Међународна класификације поремећаја изазваних главобољама (ICHD-3), наведени су у доњој табели: 
| Критеријум                                                     | Карактеристике |
| -------------------------------------------------------------- | --- |
| Најмање десет епизода главобоље које испуњавају критеријуме БД | |
| Трајање главобоље од 30 минута до чак седам дана               | |
| Минимално две епизоде са следеће четири карактеристике         | - Обострано лоциране - Квалитет притиска или затезања (не пулсира). - Благогје или умереног интензитета - Не погоршава се рутинском физичком активношћу, на пример, ходањем или пењањем уз степенице. |
| Оба следећа критеријума                                        | - Нема мучнине или повраћања - Не више од једне фотофобије или фонофобије |
| Главобоље које нису боље објашњени другом дијагнозом у ICHD-3  | |

Али за разлику од неких облика мигрене, главобоље тензионог типа обично нису повезане са сметњама вида, као што су видљиве светле тачке или бљескови светлости. Особе са тензионом главобољом такође обично не доживљавају мучнину или повраћање са болом у глави. Док физичка активност има тенденцију да погорша бол код мигрене, она не утиче на главобољу тензијског типа. Понекад се тензиона главобоља јавља као реакција на светлост или звук, али овај симптом није уобичајен.  

## Терапија
Циљ терапије је моментално лечење симптоме главобоље и/или спречавањем главобоље избегавањем или променом окидача. Кључни корак у томе укључује учење да пацијент управља својим главобољама од напетости код куће на следећи начин:
- Вођењем дневник главобоље којиможе помоћи да се идентификује окидач главобоље како би пацијент промените свој начин живота или како би смањили број главобоља које добија.
- Учењем пацијента шта да радите да би ублажио главобољу када она почне (како да правилно узимате лекове против главобоље)
- Лечењем тензионих главобоља конзервативном терапијом, као што је тренинг за опуштање или управљање стресом.

### Лекови
Лекови који могу ублажити тензиону главобољу су:
- Лекови против болова који се издају без рецепта, као што су  нестероидни антиинфламаторни лекови (НСАИЛ) су главне опције лечења за прекид епизода ТГ. Недавне студије  сугеришу да су ибупрофен 400 мг и ацетаминофен 1.000 мг најбољи фармаколошки агенси за акутни третман ТГ. Сматра се да постоји синергистички ефекат ова два лека када се користе заједно, пошто је у односу на резултат лечење само ибупрофеном био већи код оба претходно поменута лоека у комбинованом лечењу. Док се сам аспирин који се често користи јер је у слободној продаји, он се за лечење ТГ, у дози доза од 500 мг показао као еквивалентан плацебу.[6]  Други НСАИЛ (нпр. напроксен натријум [375 до 550 мг], кетопрофен [25 до 50 мг] и диклофенак [50 до 100 мг] итд.) су такође ефикаснији од плацеба код акутне ТГ.[8]
- Мишићни релаксанти. Докази о ефикасности мишићних релаксанса у лечењу ТГ су слаби и код њихове примене постоји ризик од навикавања.
- Трицикличне антидепресиви или одређени лекови против нападаја за спречавање рецидива.[9]
- Наркотични лекови против болова се генерално не препоручују.

Узимање лекова дуже од 3 дана у недељи се не препоручује јер може довести до повратне главобоље (главобоље која се стално враћа због прекомерне употребе лекова против болова). Узимање превише ацетаминофена може оштетити  јетру, а превише ибупрофена или аспирина може иритирати желудац или оштетити бубреге.
Нефармаколошка терапија 
Најбоља нефармаколошка терапија за хронични ТГ су физикална терапија, биофеедбек и когнитивно-бихејвиорална терапија.  Опуштање, програми вежбања и побољшање држања су критичне компоненте физикалне терапије. Неколико других третмана, укључујући масажу, манипулацију, акупунктуру и остеопатску манипулативну медицину, такође су показали побољшање и акутних и хроничних облика ТГ, јер користе методе као што су повећање опсега покрета главе.

## Прогноза
Тензиона главобоље често добро реагују на лечење. Али ако су главобоље дуготрајне (хроничне, скоро свакодневне), оне могу ометати свакодневни живот и рад пацијената и често их је тешко лечити у примарној пракси.  

## Превенција
Многи фактори који изазивају тензиону главобољу пацијент можда неће  моћи да избегне превенцијом. На срећу, постоји  много тога што пацијент може учинити да спречи ТГ.  
Управљање стресом може бити најефикаснији начин за спречавање ТГ. Најефикаснији алати за управљање стресом су они који се  могу уклопити из дневне рутине како би се пацијент осећао добро, или применом:
- терапије масажом,
- редовним вежбама,
- довољно дугим одмарањам.